# Lista de presidentes da Câmara Municipal de Pau dos Ferros

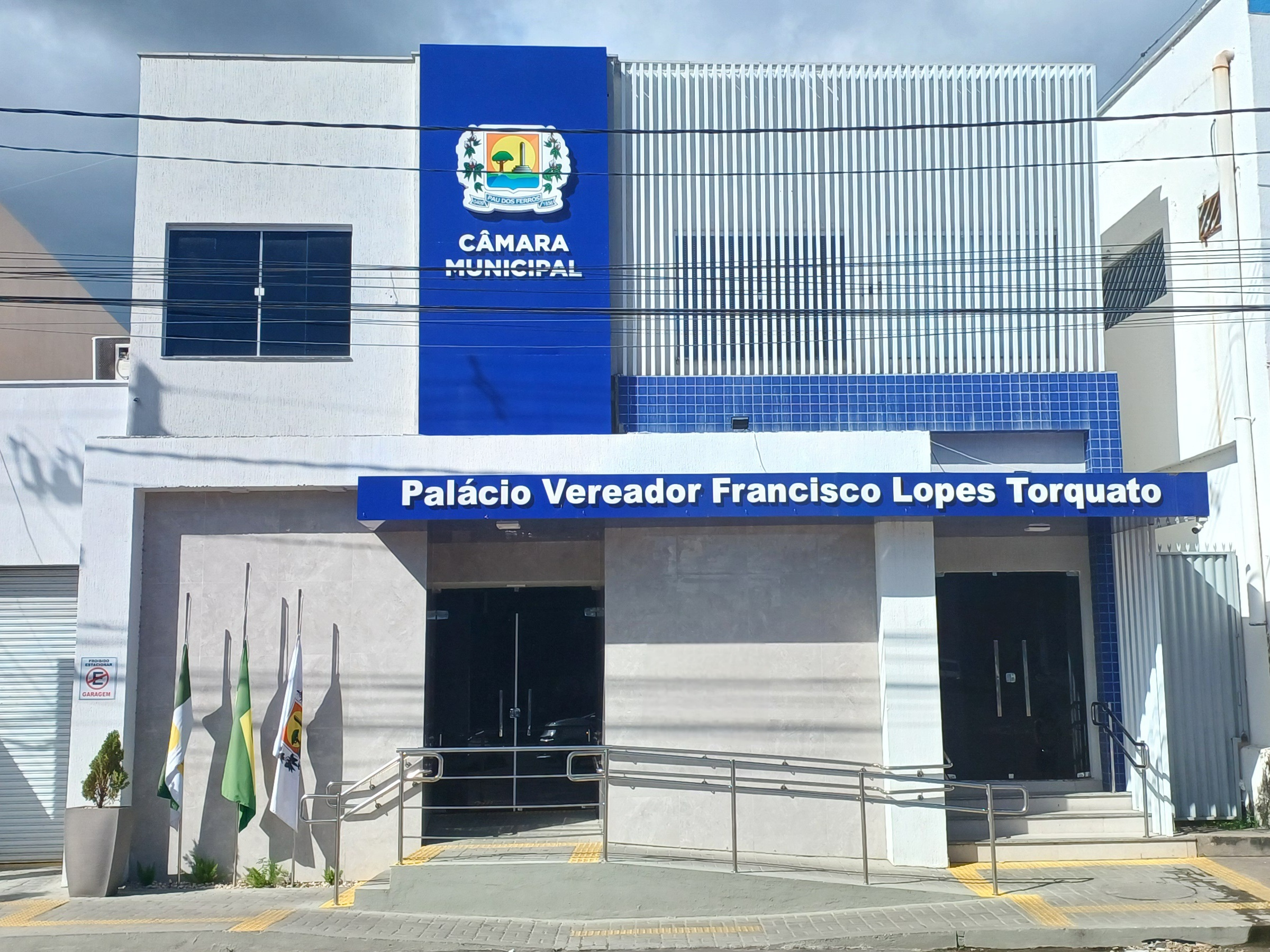
Palácio Vereador Francisco Lopes Torquato, edifício da Câmara Municipal de Pau dos Ferros

Esta é a lista de presidentes da Câmara Municipal de Pau dos Ferros, sede do poder legislativo municipal, a partir de 1969. Até então, o vice-prefeito do município acumulava o cargo de presidente da câmara. Desde a Constituição de 1988, todos os cargos do legislativo se iniciam em 1 de janeiro e terminam no dia 31 de dezembro, salvo exceções.
| #  | Presidente                       | Partido | Período | Período |
| #  | Presidente                       | Partido | Início  | Término |
| -- | -------------------------------- | ------- | ------- | ------- |
| 1  | Francisco Lopes de Holanda       |         | 1969    | 1970    |
| 2  | Antístenes Diógenes Filho        |         | 1971    | 1973    |
| 3  | Valdir Chaves de Oliveira        |         | 1973    | 1975    |
| 4  | Francisco Lopes Torquato         |         | 1975    | 1977    |
| 5  | Epifânio Sobreira Pinto          |         | 1977    | 1979    |
| 6  | João Queiroz de Souza            |         | 1979    | 1981    |
| 7  | Waldemar Bezerra de Queiroz      |         | 1981    | 1983    |
| 8  | Adauto Dantas Lins               |         | 1985    | 1987    |
| 9  | Gaudêncio Jerônimo de Souza      |         | 1987    | 1988    |
| 10 | João Alves de Souza              |         | 1989    | 1989    |
| 11 | Maria Feliciano do Rêgo Torquato |         | 1989    | 1990    |
| 12 | Genilson Pinheiro de Morais      |         | 1993    | 1994    |
| 13 | Tércia Maria Batalha             |         | 1995    | 1996    |
| 14 | Milton França Filho              | PPB     | 1997    | 1998    |
| 15 | José Gilvan Batalha Rocha        | PPB     | 1999    | 2000    |
| 16 | Glaucione José Garcia            | PPB     | 2001    | 2002    |
| 16 | Glaucione José Garcia            | PPB     | 2003    | 2004    |
| 17 | Tércia Maria Batalha             | PMDB    | 2005    | 2006    |
| 17 | Tércia Maria Batalha             | PMDB    | 2007    | 2008    |
| 18 | Manoel Augusto de Queiroz        | PMDB    | 2009    | 2010    |
| 19 | Eraldo Alves de Queiroz          | DEM     | 2011    | 2012    |
| 20 | Francisca Itacira Aires Nunes    | DEM     | 2013    | 2014    |
| 21 | José Gilson Rêgo Gonçalves       | DEM     | 2015    | 2016    |
| 22 | Eraldo Alves de Queiroz          | PSD     | 2017    | 2018    |
| 23 | Hugo Alexandre dos Santos        | PTN     | 2019    | 2020    |
| 24 | Francisca Itacira Aires Nunes    | PSD     | 2021    | atual   |